# Monstera planadensis
Monstera planadensis är en kallaväxtart som beskrevs av Thomas Bernard Croat. Monstera planadensis ingår i släktet Monstera och familjen kallaväxter. Inga underarter finns listade.